# Jokkmokk (commune)
La commune de Jokkmokk est une commune suédoise du comté de Norrbotten. 4923 personnes y vivent. Son siège se situe à Jokkmokk.

## Étymologie
Le nom de Jokkmokk correspond aux mots samis "rivière" et "coude", car la ville est située à proximité d'un coude de la rivière voisine.

## Géographie
La municipalité est la deuxième plus grande en superficie de toutes les municipalités suédoises et est, avec une superficie de 19 477 km2, légèrement plus petite que la Slovénie ou l'État américain du New Jersey.
La municipalité est située dans les montagnes scandinaves, en Laponie suédoise, et est peu peuplée. Une grande partie de la région a été l'habitat du peuple Sami qui élève des rennes depuis des milliers d'années et a pour cette raison été protégée en tant que site du patrimoine mondial de l'UNESCO sous le nom de Région de Laponie. Cette région est divisée en gros en deux parties : les plaines de l'est et la région montagneuse de l'ouest.
La commune compte par ailleurs quatre parcs nationaux: Sarek, Muddus, Padjelanta et Stora Sjöfallet.

## Histoire
La commune de Jokkmokk n'a jamais été fusionnée avec une autre entité et est donc restée inchangée depuis que les municipalités ont été créées en Suède en 1863.

## Héraldique
Les armoiries municipales de Jokkmokk représentent la centrale hydroélectrique, le symbole de Luleå (à laquelle Jokkmokk a appartenu jusqu'en 1673), et les marteaux traditionnels sami. 

## Localités
- Jokkmokk
- Kåbdalis
- Mattisudden
- Murjek
- Porjus
- Tårrajaur
- Vuollerim

## Énergie hydraulique
La Luleälven et la Lilla Luleälven traversent la commune. Six des dix plus grandes centrales hydroélectriques sont situées dans la région, notamment  Harsprånget (977 MW), Porjus (480 MW) et Messaure (460 MW). Il y a un total de 21 centrales hydroélectriques dans la région, neuf de plus de 100 MW, huit de plus de 200 MW et quatre de plus de 400 MW. 